# 帕拉迪斯峰

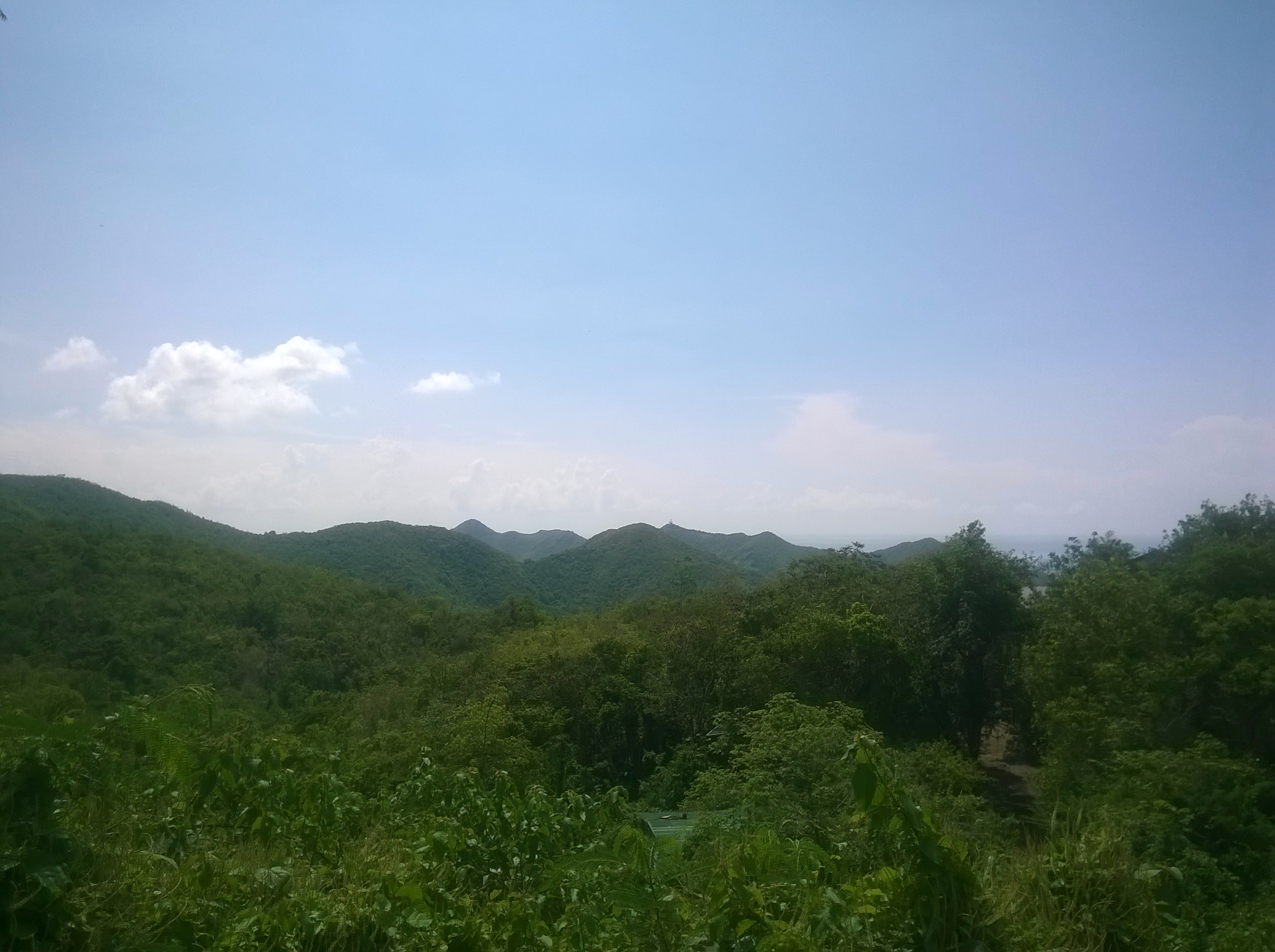

帕拉迪斯峰（法語：Pic Paradis）是加勒比海岛屿圣马丁岛和法国海外集体法属圣马丁的最高点，其海拔高度和地形突起度均为424米。